# Grandola ed Uniti
Grandola ed Uniti település Olaszországban, Lombardia régióban, Como megyében. Lakosainak száma 1291 fő (2023. január 1.). Grandola ed Uniti Carlazzo, Garzeno, Menaggio, Plesio, Bene Lario, Cusino és Tremezzina községekkel határos.

## Népesség
A település lakossága az elmúlt években az alábbi módon változott:
| Lakosok száma | 1304 | 1298 | 1291 |
|               | 2017 | 2018 | 2023 |